# ANAマイレージクラブ
ANAマイレージクラブ（エーエヌエーマイレージクラブ、ANA Mileage Club,AMC）は、全日本空輸（ANA）グループが提供するマイレージサービスである。略称はAMC。

## 概要
会員数は2025年3月現在で約4,400万人と、日本航空（JAL）のJALマイレージバンク（JMB）を上回り、日本国内のマイレージサービスとしては最大の会員数を有する。
電子マネー「Edy」(現・楽天Edy、以下同じ)を運営するビットワレット株式会社(現・楽天Edy株式会社)の事業初期に出資し、2003年4月より従来のANAマイレージクラブカードに替わり、Edyを搭載した「ANAマイレージクラブ(楽天)Edyカード」の発行を開始し、市内・空港カウンターでの国内線航空券販売やANA FESTA（全日空商事）店舗でEdy決済の取り扱いを開始した。その後、個人向けのANAカード（提携クレジットカード）においてもEdyを搭載したものが発行開始され、その後発行している全ての個人向けAMCカードにEdyが標準搭載されていた（2017年7月3日までに発行手続きが完了した場合。以降は、再発行を含め、楽天Edyは付かない新様式のカードとなった）。

## スマートeサービス
2004年12月1日よりANAの国内線新搭乗サービス制度としてスマートeサービスが全国の就航空港で導入された。これはWeb上で事前にeチェックイン手続を行えるスマートeチェックイン、eチェックイン済みのeチケット航空券を自動チェックイン機・自動航空券売機 (ATV) にて搭乗券として発券するスマートeピックアップ、マイレージからEdyギフトへの交換や残高照会が行えるMMK端末であるスマートeデータボックス（現在はANA KIOSK端末へ置換）で構成されている。なお、国際線は同年7月からスマートeチェックインとスマートeピックアップが先行して導入されている。
このうち、国内線のスマートeピックアップは「ANAチケットレスサービス」の一部として従来から提供されており、決済に使用したクレジットカードまたはAMCカードを挿入し磁気ストライプ（カード番号）を機器が読み取るか、ANAが指定した受取番号を手入力することにより自動チェックイン機上で搭乗手続（チェックイン）を行い搭乗券が発券される形態であったが、スマートeピックアップでは従来の方法に加え、Webから印刷あるいはANAモバイルサイトで表示したQRコードや、Edyの根幹であるFeliCa (RFID) チップのIDを活用し、Edy機能付きAMCカード・ANAカードもしくは、モバイルAMCアプリをインストール済みのおサイフケータイ（以下、AMC-Edyカード類）をかざす事でもeチェックイン済み搭乗券の発行が行えるようになった。
2006年9月からはスマートeチェックインに代わり、チケットレス予約で事前座席指定済みでかつ、QRコード・AMC-Edyカード類を所持している搭乗者は搭乗口の自動改札機でチェックイン済みの搭乗券を受け取り搭乗する新搭乗サービス「SKiPサービス」が各地の空港で順次開始され、スマートeチェックインとスマートeピックアップは実質的に撤廃された。

## カードの種類

### 会員証機能のみ

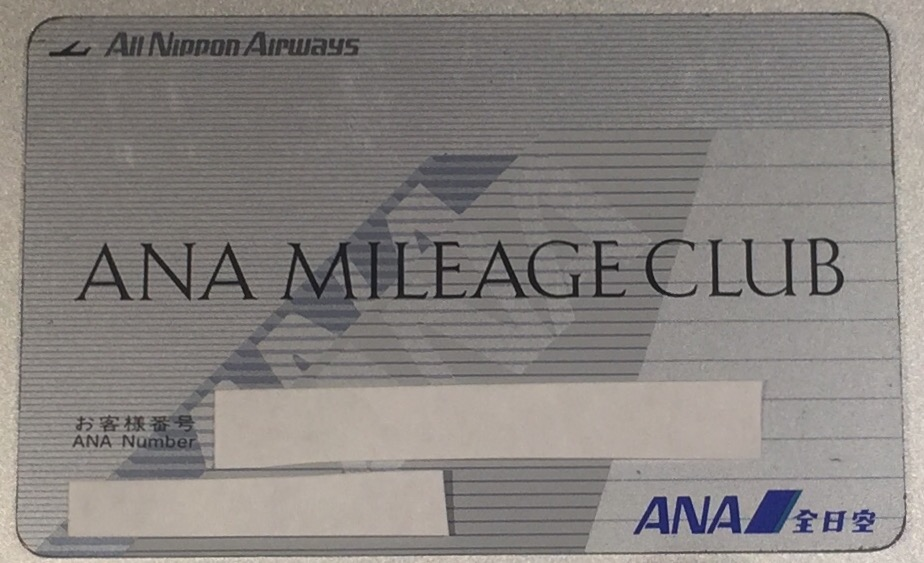
2017年7月3日まで発行されたANAマイレージクラブカード（スターアライアンス加盟前に発行された最初期のデザイン）

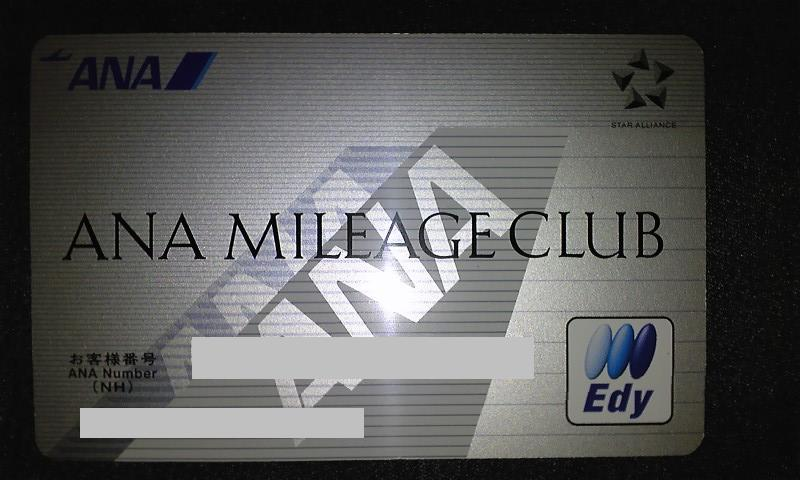
かつて発行されていたANAマイレージクラブEdyカード(初代Edyロゴ時代のデザイン)

ANAマイレージクラブカード（1997年～2003年?）
1997年4月の現サービス開始から2003年3月?にかけて発行されたクレジットカードサイズの会員証で、磁気ストライプのみ搭載されている。
航空券の予約時に会員番号をあらかじめ登録しておけば、Webサイトおよび発券端末から航空券と紐付けされた予約情報の照会や、自動チェックイン機にカードを通すことで搭乗券の発券（ピックアップ）が可能である（他の航空会社のカードも同等）。
このカード単体ではSKiPサービスの利用は出来ない（自動チェックイン機で発行するeチケットお客様控えのQRコードを利用するか、モバイルAMCアプリなどFelica媒体を使用する手段がある）。
1999年中盤までに発行されたカードにはカード表面左上に【All Nippon Airways】、右下に【ANA/全日空】の表記があり、同年後半のスターアライアンス加盟後はカード右上にスターアライアンスのマークが付けられている。
会員からの申し出がなければANAマイレージクラブEdyカードへの切り替えは行われない。
ANAマイレージクラブカード（2017年～現在）
2017年7月4日発行受け付け分からは、縦長のもので、磁気ストライプに代わって、表面中央にQRコードが配置された新様式のカードとなり、同時にカードの材質も、プラスチックから再生PET材に変更された（再発行分を含む）。素材変更後は、上記のQRコードを読み取らせることによりSKiPサービス対応となった。
ANAマイレージクラブEdyカード（2003年6月1日～2017年7月3日）
FeliCaが内蔵され、電子マネー「Edy」（発行会社はソニーファイナンスインターナショナルだった。現在は楽天Edy株式会社に継承されている）が標準搭載されている。FeliCaはSKiPサービス・旧スマートeピックアップの認証用途としての機能もあわせ持つ。カード発行手数料（500円）がかかるが、無料キャンペーンが頻繁に実施されていた。
2017年7月3日受付分を以て発行停止となり、以降は障害や紛失等の理由で再発行が必要な場合であっても、楽天Edyが付かない、上記新様式の「ANAマイレージクラブカード」が発行される。

### キャッシュカード一体型
ANAマイレージクラブ/Sony Bank WALLET
2019年9月20日に発行された、VISAデビットカード一体型のソニー銀行キャッシュカードにAMC会員カードを一体化したもの。2025年5月7日以前発行分については、ICキャッシュカードには非対応。
ANAマイレージクラブ GLOBAL PASS
2019年10月1日に発行された、VISAデビットカード一体型のSMBC信託銀行キャッシュカードにAMC会員カードを一体化したもの。ICキャッシュカードに対応している。
ANAマイレージクラブ Financial Passカード
スルガ銀行ANA支店のキャッシュカード一体型カード。以前は、Edy内蔵で、スキップサービス対応となっていたが、現在は、専用デザインのSURUGA VISAデビットカードとなっている(楽天Edyは利用不可、旧カード時代は、VISAデビットは無料オプションで、AMC付のキャッシュカード本体とは別途のデビット機能専用カードが発行された)。既存の会員がANA支店に口座開設する場合、クレジット一体型のカードをすでに保有している場合を除き、会員番号が変更される（ただし、保有マイルは新会員番号へそのまま移行される）。

### クレジットカード一体型

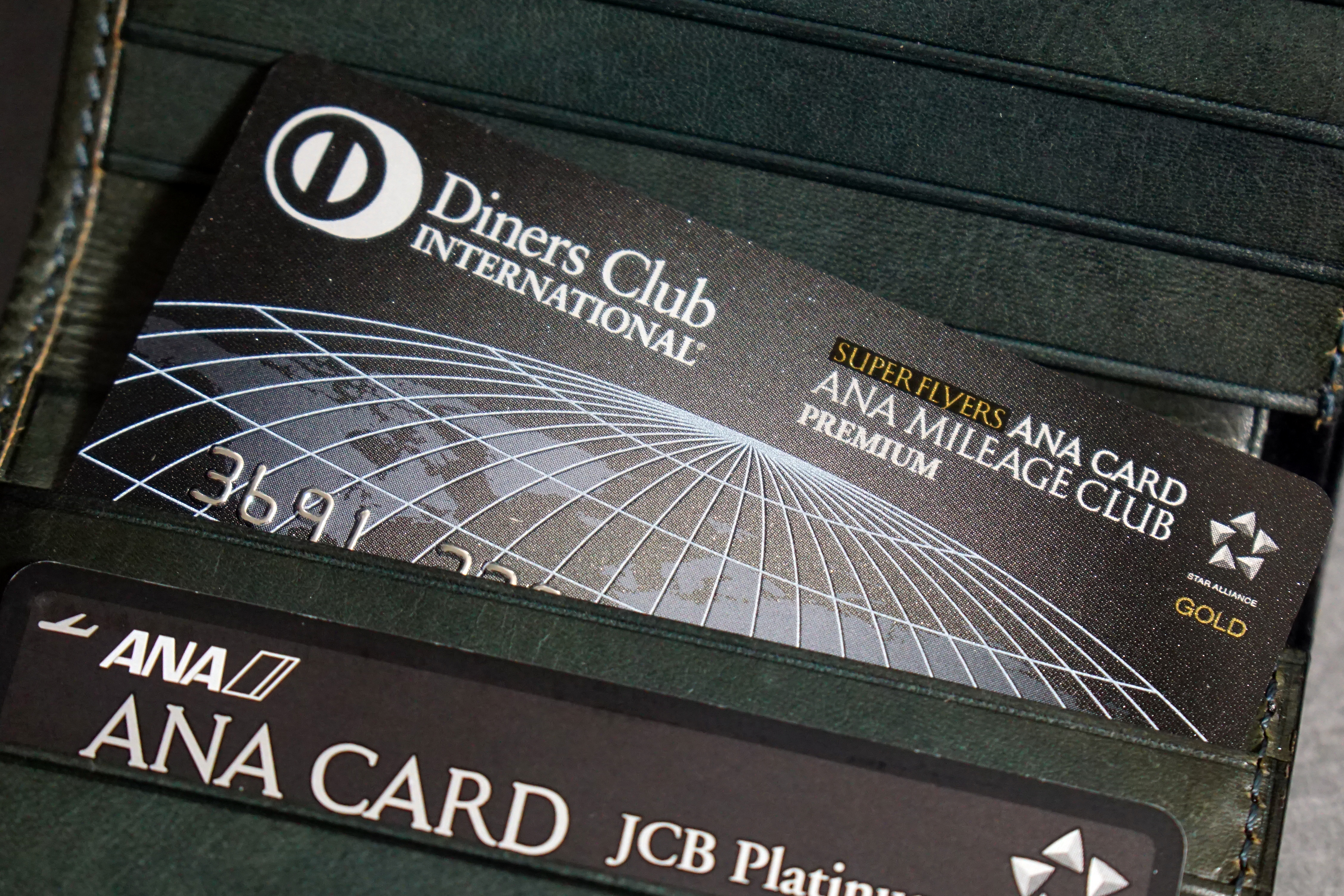
ANAダイナース スーパーフライヤーズ プレミアムカード

※ANAカードとは異なり、あくまで提携先のクレジットカード機能に「ANAマイレージクラブEdyカード」が組み合わさったものに過ぎない。
みずほマイレージクラブカード/ANA
みずほ銀行のICキャッシュカード一体型クレジットカード (UC/MasterCard)。機能面ではみずほマイレージクラブカードにAMC-Edyカードが合体したものであり、特徴としてUC永久不滅ポイントでAMCマイルへ移行するレートが他のみずほマイレージクラブカードよりも若干優位である点が挙げられる。提携会社はみずほ銀行・クレディセゾン。
ヤマダLABI ANAマイレージクラブ 《セゾン》アメリカン・エキスプレス・カード
ヤマダフィナンシャル（ヤマダ電機）とクレディセゾンの3社提携によるカード。一般加盟店でのクレジットショッピングではセゾン永久不滅ポイントが積算され、ヤマダ電機と提携加盟店では加えて「ヤマダポイント」が加算される。永久不滅ポイント・ヤマダポイント・AMCマイルを相互で交換することが可能である。
PiPuCa ANAマイレージクラブカード
沖縄銀行のICキャッシュカード一体型クレジットカード (JCB)。機能面ではPiPuCaカード（ICキャッシュカード一体型・おきぎんJCBカード）にAMC-Edyカードが合体したものである。提携会社は沖縄銀行・おきぎんJCB。
JRタワースクエアカード ANA Kitaca
札幌駅総合開発と北海道旅客鉄道（JR北海道）、オリエントコーポレーション（オリコ）の4社提携によるカード（Visa/MasterCard/JCB）。機能面ではJRタワースクエアカード KitacaにAMC機能が合体したものである。
JQ SUGOCA ANA
九州旅客鉄道（JR九州）、JCBの3社提携によるカード（JCB）。機能面ではJQ CARD SUGOCAにAMC機能が合体したものである。2013年3月15日会員募集開始。JCBが発行するANAカード（ソラチカカードを含む）との重複保有も可能。
JCBカード/プラスANAマイレージクラブ
JCB ORIGINAL SERIESカードにAMC機能が合体したもの。ORIGINAL SERIESパートナーで使うとポイント2倍以上となるなど、ORIGINAL SERIES独自のサービスを行っている。（但し、ゴールド・ザ・プレミアの招待対象とはならない。）JCBが発行するANAカード（ソラチカカードを含む）との重複保有も可能だが、他のORIGINAL SERIESとの重複保有はできない。2015年6月15日会員募集開始。
楽天ANAマイレージクラブカード
楽天カードとの提携によるカード（Visa/MasterCard/JCB）。機能面では楽天カードにAMC機能が合体したものである。付与ポイントはAMCマイルと楽天スーパーポイントからの選択制。ただし、楽天市場等でのポイントアップ分は楽天スーパーポイントで付与される。他の楽天カードとの重複保有はできない。2016年2月16日会員募集開始。

### ANAカード
ANAカード
全日本空輸と各クレジットカード会社との提携カード。ANAマイレージクラブEdyカードと同機能のものにクレジットカード機能が付いたものであるが、基本的なサービスとして、カードショッピングで付与されるポイントをAMCマイルに移行積算が可能なサービス、ANA便搭乗時のフライトマイルにカードグレードに応じたボーナスマイルの加算、同一生計内の親族のAMC口座残高を合算・共有して利用する事ができる「ANAカード ファミリーマイル」の提供がある。提携会社によって、多様なクレジットブランドが発行されている。マイレージクラブに入会しなくても、カード申し込みにより自動入会となる。

### ブランドプリペイド一体型

#### VISAプリペイド一体型
ANA VISAプリペイドカード
三井住友カードが発行するVISAプリペイド一体型のカード。申し込みはwebから(webからの本人確認書類のアップロードが必要)となり、受取は本人限定受取郵便で行う。機能としては、以下の2種類から選択可能。2023年9月末で新規発行を終了し2025年3月でサービスを終了する。
- ANA VISAプリペイドカード＜オールチャージ型＞
- ANA VISAプリペイドカード＜チャージ限定型＞

#### JCBプリペイド一体型
ANA JCBプリペイドカード
ジェーシービーが発行するJCBプリペイド一体型のカード。申し込みはwebから(webからの本人確認書類のアップロードが必要)となり、受取は本人限定受取郵便で行う。

### その他
ANAスーパーフライヤーズカード（SFC）
下記プレミアムポイント参照のこと

## プレミアムポイント
ANAグループおよびスターアライアンス加盟各社のマイル積算対象フライトで得られる「マイル」を決められた比率でポイントに置き換えたものが「プレミアムポイント  (PP)」である。このプレミアムポイントに応じて、以下のサービスステータスが付与される。いわゆる上級会員の制度。スターアライアンスのフリークエントフライヤープログラムと互換性がある。

### プレミアムポイントの算出方法
以下の式によって算出される。
- A×B×C＋D＝獲得ポイント
  - A：区間マイル（ANAではIATAが発表しているTPM（区間マイル）を採用している）
  - B：運賃倍率（一部割引運賃の30% - ファーストクラス150%、主な数字としては30、50、70、75、100、125、150。国内線で追加料金を支払ってアップグレードした場合、50%加算される）
  - C：路線倍率（国内線は2、アジア路線は1.5、その他国際線は1）
  - D：搭乗ポイント（運賃種別により400、200、または0。キャンペーンで増加することもある）
- 例えば東京－シンガポールを「スーパーエコ割」（積算率50%）で搭乗した場合は、以下のとおりの計算式となる。
  - 3,312×50%×1.5＋0=1,656（小数点以下は切り捨てる）

上級会員ステータスを保持していても、ボーナスマイルは「プレミアムポイントの算出に含む」と明示された場合を除いて全てプレミアムポイントの計算からは除外される。

### プレミアムポイントとステイタス
「プレミアムポイント」は暦年で集計し、それぞれのステータスに達成した翌年4月から翌々年3月末までの期間有効となる（アップグレードクーポン等はステータス達成の翌年4月からとなる）。飛行機利用のみで条件を達成した場合は、達成から2～3日後にサービスが有効になる、プレミアムメンバー事前サービスが適用となる。ただし、適用開始となるのは4月中旬以降であり、1～3月に達成した場合はサービス提供まで期間が開く。2021年12月16日より、新たにANAが提供するサービス（ライフソリューションサービス）とANAカード・ANA Payの決済額の条件を達成することで、より少ないプレミアムポイントで各ステイタスに到達できるようになった。こちらの条件はプレミアムメンバー事前サービスの対象外。なお、2007年まではプラチナポイントと称し、このポイントと搭乗回数とで上級会員資格が付与されていた。
ブロンズサービス
3万ポイント以上、うちANAグループ便で15,000ポイント以上
ANAグループ便で15,000ポイント以上、ライフソリューションサービス4以上、決済額300万円以上
券面略号"BRZ"、スターアライアンス・シルバー
プラチナサービス
5万ポイント以上、うちANAグループ便で25,000ポイント以上
ANAグループ運航便で30,000ポイント以上、ライフソリューションサービス7以上、決済額400万円以上
券面略号"PLT"、スターアライアンス・ゴールド
ダイヤモンドサービス
10万ポイント以上、うちANAグループ便で5万ポイント以上
ANAグループ運航便で50,000ポイント以上、ライフソリューションサービス7以上、決済額500万円以上
ANAグループ運航便で80,000ポイント以上、ライフソリューションサービス7以上、決済額400万円以上
券面略号"DIA"、スターアライアンス・ゴールド
ダイヤモンドサービス+More
ANAグループ運航便で150,000ポイント以上、ライフソリューションサービス7以上、決済額600万円以上
プラチナサービス対象者とダイヤモンドサービス対象者にはANAスーパーフライヤーズカード（SFC）の申込資格が与えられる。

## ミリオンマイラープログラム
ANAマイレージクラブに登録後の総飛行距離（ライフタイムマイル）によるサービス。ANAグループ便のライフタイムマイルが50万以上またはANAグループ＋パートナー航空会社便のライフタイムマイルが100万以上となった場合に対象となり、加賀蒔絵の施されたネームタグが贈られる。ANAグループ便のライフタイムマイルが100万以上となった場合はマイルの有効期限が無期限となり、ANAスーパーフライヤーズカードの申込資格が与えられる。ANAグループ便のライフタイムマイルが200万以上となった場合はLounge Access Cardが贈られ、スイートラウンジを含むすべてのANAラウンジへの入室が可能になる。

## 積算対象航空会社

### ANAグループ各社
- 全日本空輸 （アイベックスエアラインズ・AIRDO・スターフライヤー・ソラシドエア・オリエンタルエアブリッジ・日本エアコミューター・天草エアライン・Peach Aviation運航の国内線コードシェア便はANA便名で予約した場合のみ対象となる。なおPeach Aviationは2022年10月をもってコードシェア休止中。）
- ANAウイングス
- エアージャパン （AirJapan便は対象外）

### スターアライアンス加盟各社
- アシアナ航空
- アビアンカ航空
- エア・インディア
- エアカナダ
- エーゲ航空
- エジプト航空
- エチオピア航空
- エバー航空
- オーストリア航空
- コパ航空
- シンガポール航空
- 深圳航空
- スイス インターナショナル エアラインズ
- タイ国際航空
- TACA航空
- TAPポルトガル航空
- 中国国際航空
- ターキッシュ エアラインズ
- ニュージーランド航空
- ブリュッセル航空
- 南アフリカ航空
- ユナイテッド航空
- ルフトハンザドイツ航空
- LOTポーランド航空
- クロアチア航空

### その他提携航空会社
- エア・ドロミティ
- ヴァージン・アトランティック航空
- ガルーダ・インドネシア航空（スカイチーム）
- エティハド航空
- マカオ航空
- フィリピン航空
- ジャーマンウィングス
- ベトナム航空（スカイチーム）
- ユーロウイングス

### 特記事項
- スウェーデン・ノルウェー当局の要請により、スカンジナビア航空のノルウェー国内線全路線およびスカンジナビア半島内の一部路線についてはマイル積算対象外となっていたが、2013年6月10日までにこれらの要請はすべて撤回され、同日以降はスカンジナビア航空も全線でマイル積算が可能となっている。なお、このルールは他社のマイレージプログラムでも同様の制限を受けていた。
- エア・ドロミティ及びユーロウィングスはスターアライアンスにおいてルフトハンザドイツ航空の加盟子会社であるが、個別に提携している。
- TAM航空は2014年3月31日にスターアライアンス脱退後ワンワールドに加盟したが、2016年3月までANAマイレージクラブとは個別に提携を継続していた。
- 2014年11月現在、全日本空輸とコードシェア提携を行っている山東航空とはマイレージ提携は行っておらず、このため山東航空運航便ではANA便名であってもマイルの積算はできない。
- その他、各航空会社ごとに各種制限が設けられている。
- ニュージーランド航空は日本就航開始から2012年3月24日までは日本航空（JAL）とコードシェア提携を行っており、ANAマイレージクラブでは日本路線についてはニュージーランド航空におけるマイル積算の提携のみだったが2012年3月25日以降はJALとのコードシェア提携を解除、ANAとのコードシェア提携を締結し特典航空券利用対象となった。
- ベトナム航空は2016年10月30日より、ANAとのコードシェア提携を締結し特定航空券利用対象となり、JALとのコードシェア及びマイレージ提携は2016年10月29日を以って解除された。
- 中国国際航空の北京平壌線はANAマイルでの特典航空券引換対象外路線となっている。[11]なお、有償航空券使用時にはマイルが他路線と同様に加算される。

## ANA SKYコイン
ANAグループが販売するツアー商品（「ANAトラベラーズ」など）の購入にマイルを使用することは出来ないが、マイルを「ANA SKYコイン」という電子クーポンへ交換する（交換料率はANAカード会員であるか否かやANAマイレージクラブ会員のステイタスなどによって異なる）ことにより、航空券やツアー商品の購入には10コイン=10円から充当することができる。

## ポイント提携
- ANAのマイレージをANAグループの格安航空会社（LCC）であるPeach Aviationのピーチポイントへ交換することが可能[15]。
- クレジットカードのポイントやnanacoポイントなどの電子マネーのポイント、VポイントなどからANAマイレージあるいはANA SKYコインへの移行、あるいはANAマイレージからnanacoポイントやVポイントなどへの交換が可能。詳細はANA公式サイトのポイント交換および提携ポイントへの交換を参照のこと。